# Claudius Böhm
Claudius Böhm (* 1960 in Leipzig) ist ein deutscher Bibliothekar und Autor. 
Von 1970 bis 1978 war er Mitglied des Thomanerchores und besuchte die Thomasschule. Er studierte von 1980 bis 1983 Philosophie und Theologie in Erfurt und von 1985 bis 1988 Bibliothekswissenschaften in Leipzig. 1988 wurde er Bibliothekar an der Deutschen Bücherei in Leipzig. Danach war er Dozent an einer Fachschule. Seit 1991 ist er wissenschaftlicher Mitarbeiter des Gewandhauses. Er ist dort seit 1992 Redakteur und verantwortet seit 1996 redaktionell das Gewandhaus-Magazin. Überdies ist er Autor mehrerer kultur- und musikhistorischer Bücher und Beiträge.

## Werke
- Das Leipziger Stadt- und Gewandhausorchester: Dokumente einer 250jährigen Geschichte. Verlag Kunst und Touristik, Leipzig 1993 (mit Sven-W. Staps), ISBN 978-3-928802-27-7.
- Das Gewandhaus-Quartett und die Kammermusik am Leipziger Gewandhaus seit 1808, and the chamber music at Leipzig Gewandhaus since 1808: 1808–2008. Kamprad, Altenburg 2008.
- Johann Adam Hiller: Kapellmeister und Kantor, Komponist und Kritiker. Beiträge zur Musikgeschichte Leipzig., Kamprad, Altenburg 2005 (Hrsg.).
- Mahler in Leipzig. Kamprad, Altenburg 2011 (Hrsg.).
- Happy Birthday, Gewandhaus-Chor! Eine Saison lang wird 150. Geburtstag gefeiert. Kamprad, Altenburg 2011.